# 陳發新
陳發新（？—？），甘肃西宁人，清朝政治人物。举人出身。
道光十八年十一月，擔任清朝廣東省潮州府豐順縣知縣。后由陳壽頤接任。